# The Voice (11.ª temporada)
A décima primeira temporada do The Voice, um talent show norte-americano, estreou em 19 de setembro de 2016 na NBC. No dia 21 de agosto, uma prévia de trinta minutos foi exibida logo após a cerimônia de encerramento dos Jogos Olímpicos de Verão de 2016. Nessa temporada, Alicia Keys e Miley Cyrus participaram pela primeira vez como técnicas ao lado de Adam Levine e Blake Shelton.
Pela sétima edição consecutiva, o programa foi transmitido no Brasil através do canal por assinatura Sony, tendo seus episódios exibidos um dia após a transmissão oficial dos Estados Unidos.
O grande vencedor da temporada foi Sundance Head, do time de Blake Shelton, após derrotar na final Billy Gilman e Josh Gallagher, ambos do time Adam, e Wé McDonald, do time Alicia. A vitória de Head marcou a quinta vez que um participante da equipe Blake venceu o talent show.

## Técnicos e apresentadores
A décima primeira temporada do reality adicionou mais duas novas artistas à lista de técnicos do programa: a cantora pop Miley Cyrus e a cantora de R&B Alicia Keys, substituindo Christina Aguilera e Pharrell Williams. Carson Daly continua no comando da atração.

## Episódios

### Episódio 1: The Blind Auditions, parte 1
As audições às cegas (em inglês, blind auditions) foram gravadas entre os dias 27 e 30 de junho de 2016. O primeiro episódio foi ao ar em 19 de setembro de 2016.
Legenda
| Ordem | Competidor       | Idade | Cidade Natal              | Canção                                  | Escolha dos técnicos e competidores | Escolha dos técnicos e competidores | Escolha dos técnicos e competidores | Escolha dos técnicos e competidores |
| Ordem | Competidor       | Idade | Cidade Natal              | Canção                                  | Adam                                | Miley                               | Alicia                              | Blake                               |
| ----- | ---------------- | ----- | ------------------------- | --------------------------------------- | ----------------------------------- | ----------------------------------- | ----------------------------------- | ----------------------------------- |
| 1     | Jason Warrior    | 21    | Chicago, Illinois         | "Living for the City"                   | ✔                                   | —                                   | ✔                                   | —                                   |
| 2     | Dave Moisan      | 33    | Louisville, Kentucky      | "Sex and Candy"                         | ✔                                   | ✔                                   | ✔                                   | ✔                                   |
| 3     | Courtnie Ramirez | 17    | Bryan, Texas              | "Mamma Knows Best"                      | —                                   | ✔                                   | ✔                                   | —                                   |
| 4     | Sundance Head    | 37    | Porter, Texas             | "I've Been Loving You Too Long"         | ✔                                   | —                                   | —                                   | ✔                                   |
| 5     | Maggie Renerfoe  | 16    | Macon, Geórgia            | "Lost Boy"                              | —                                   | —                                   | —                                   | —                                   |
| 6     | Ali Caldwell     | 28    | Brooklyn, Nova York       | "Dangerous Woman"                       | ✔                                   | ✔                                   | ✔                                   | ✔                                   |
| 7     | Riley Elmore     | 16    | West Dundee, Illinois     | "The Way You Look Tonight"              | ✔                                   | —                                   | —                                   | ✔                                   |
| 8     | Dana Harper      | 25    | Dallas, Texas             | "Jealous"                               | ✔                                   | —                                   | ✔                                   | ✔                                   |
| 9     | Gabe Broussard   | 15    | Lafayette, Louisiana      | "Lonely Night in Georgia"               | —                                   | ✔                                   | —                                   | ✔                                   |
| 10    | Chris Cron       | 34    | Orange County, Califórnia | "Never Tear Us Apart"                   | —                                   | —                                   | —                                   | —                                   |
| 11    | Christian Cuevas | 20    | Orlando, Flórida          | "How Am I Supposed to Live Without You" | ✔                                   | —                                   | ✔                                   | ✔                                   |

### Episódio 2: The Blind Auditions, parte 2
| Ordem | Competidor       | Idade | Cidade Natal             | Canção                  | Escolha dos técnicos e competidores | Escolha dos técnicos e competidores | Escolha dos técnicos e competidores | Escolha dos técnicos e competidores |
| Ordem | Competidor       | Idade | Cidade Natal             | Canção                  | Adam                                | Miley                               | Alicia                              | Blake                               |
| ----- | ---------------- | ----- | ------------------------ | ----------------------- | ----------------------------------- | ----------------------------------- | ----------------------------------- | ----------------------------------- |
| 1     | Sa'Rayah         | 28    | Chicago, Illinois        | "Drown in My Own Tears" | —                                   | ✔                                   | ✔                                   | —                                   |
| 2     | Ethan Tucker     | 26    | Olympia, Washington      | "Roxanne"               | ✔                                   | —                                   | —                                   | ✔                                   |
| 3     | Katie Colosimo   | 22    | Nashville, Tennessee     | "Stone Cold"            | —                                   | —                                   | —                                   | —                                   |
| 4     | Wé McDonald      | 17    | Paterson, Nova Jérsei    | "Feeling Good"          | ✔                                   | ✔                                   | ✔                                   | ✔                                   |
| 5     | Andrew DeMuro    | 25    | Chicago, Illinois        | "Vienna"                | ✔                                   | —                                   | —                                   | ✔                                   |
| 6     | Billy Gilman     | 28    | Richmond, Rhode Island   | "When We Were Young"    | ✔                                   | ✔                                   | ✔                                   | ✔                                   |
| 7     | Nathalie Vincent | 18    | Bridgeport, Connecticut  | "Hold Back the River"   | —                                   | —                                   | —                                   | —                                   |
| 8     | Sophia Urista    | 31    | Nova York, Nova York     | "Come Together"         | —                                   | ✔                                   | ✔                                   | —                                   |
| 9     | Brendan Fletcher | 26    | Brooklyn, Nova York      | "Jolene"                | ✔                                   | ✔                                   | ✔                                   | —                                   |
| 10    | Dan Shafer       | 56    | Mount Juliet, Tennessee  | "Marry Me"              | —                                   | —                                   | —                                   | ✔                                   |
| 11    | Lauren Diaz      | 24    | Apple Valley, Califórnia | "If I Ain't Got You"    | —                                   | ✔                                   | ✔                                   | ✔                                   |

### Episódio 3: The Blind Auditions, parte 3
| Ordem | Competidor      | Idade | Cidade Natal            | Canção                       | Escolha dos técnicos e competidores | Escolha dos técnicos e competidores | Escolha dos técnicos e competidores | Escolha dos técnicos e competidores |
| Ordem | Competidor      | Idade | Cidade Natal            | Canção                       | Adam                                | Miley                               | Alicia                              | Blake                               |
| ----- | --------------- | ----- | ----------------------- | ---------------------------- | ----------------------------------- | ----------------------------------- | ----------------------------------- | ----------------------------------- |
| 1     | Bindi Liebowitz | 23    | Plainfield, Nova Jérsei | "Bust Your Windows"          | ✔                                   | —                                   | —                                   | ✔                                   |
| 2     | Zach Hicks      | 24    | Fayetteville, Arkansas  | "At This Moment"             | —                                   | —                                   | —                                   | —                                   |
| 3     | Elia Esparza    | 23    | El Paso, Texas          | "Como La Flor"               | ✔                                   | ✔                                   | —                                   | ✔                                   |
| 4     | Lane Mack       | 30    | Lafayette, Louisiana    | "Every Day I Have the Blues" | —                                   | ✔                                   | —                                   | —                                   |
| 5     | Karlee Metzger  | 22    | Springfield, Missouri   | "Samson"                     | —                                   | ✔                                   | —                                   | ✔                                   |
| 6     | Josh Halverson  | 31    | Denton, Texas           | "Forever Young"              | —                                   | ✔                                   | ✔                                   | ✔                                   |

### Episódio 4: The Blind Auditions, parte 4
| Ordem | Competidor        | Idade | Cidade Natal                     | Canção                      | Escolha dos técnicos e competidores | Escolha dos técnicos e competidores | Escolha dos técnicos e competidores | Escolha dos técnicos e competidores |
| Ordem | Competidor        | Idade | Cidade Natal                     | Canção                      | Adam                                | Miley                               | Alicia                              | Blake                               |
| ----- | ----------------- | ----- | -------------------------------- | --------------------------- | ----------------------------------- | ----------------------------------- | ----------------------------------- | ----------------------------------- |
| 1     | Aaron Gibson      | 25    | Atlanta, Geórgia                 | "Losing My Religion"        | —                                   | ✔                                   | ✔                                   | ✔                                   |
| 2     | Simone Gundy      | 26    | Houston, Texas                   | "I (Who Have Nothing)"      | ✔                                   | ✔                                   | —                                   | —                                   |
| 3     | Samantha Landrum  | 22    | Laurel, Mississippi              | "Man! I Feel Like a Woman!" | —                                   | —                                   | —                                   | —                                   |
| 4     | Josh Gallagher    | 25    | Nashville, Tennessee             | "Stay a Little Longer"      | —                                   | —                                   | ✔                                   | ✔                                   |
| 5     | Gabriel Violett   | 28    | Nova York, Nova York             | "Treat You Better"          | —                                   | —                                   | ✔                                   | ✔                                   |
| 6     | Michael Sanchez   | 25    | San Diego, Califórnia            | "Use Me"                    | —                                   | —                                   | ✔                                   | —                                   |
| 7     | Darby Walker      | 17    | Burbank, Califórnia              | "Stand By Me"               | —                                   | ✔                                   | ✔                                   | ✔                                   |
| 8     | Austin Allsup     | 32    | Fort Worth, Texas                | "Wild Horses"               | —                                   | —                                   | —                                   | ✔                                   |
| 9     | Christian Fermin  | 20    | Buena Park, Califórnia           | "Brother"                   | —                                   | —                                   | —                                   | ✔                                   |
| 10    | Preston James     | 16    | Cheatham, Tennessee              | "Nobody to Blame"           | —                                   | —                                   | —                                   | ✔                                   |
| 11    | Khaliya Kimberlie | 16    | Mescalero, Novo México           | "Dibs"                      | —                                   | ✔                                   | —                                   | ✔                                   |
| 12    | Cooper Bascom     | 22    | Winston-Salem, Carolina do Norte | "I'm Gonna Be (500 Miles)"  | —                                   | —                                   | —                                   | —                                   |
| 13    | Halle Tomlinson   | 18    | Boulder, Colorado                | "New York State of Mind"    | ✔                                   | —                                   | ✔                                   | —                                   |
| 14    | Nolan Neal        | 35    | Nashville, Tennessee             | "Tiny Dancer"               | ✔                                   | ✔                                   | ✔                                   | ✔                                   |

### Episódio 5: The Blind Auditions, parte 5
| Ordem | Competidor        | Idade   | Cidade Natal             | Canção                            | Escolha dos técnicos e competidores | Escolha dos técnicos e competidores | Escolha dos técnicos e competidores | Escolha dos técnicos e competidores |
| Ordem | Competidor        | Idade   | Cidade Natal             | Canção                            | Adam                                | Miley                               | Alicia                              | Blake                               |
| --- | ----------------- | ------- | ------------------------ | --------------------------------- | ----------------------------------- | ----------------------------------- | ----------------------------------- | ----------------------------------- |
| 1 | Whitney & Shannon | 25 / 23 | Austin, Texas            | "Landslide"                       | ✔                                   | ✔                                   | ✔                                   | ✔                                   |
| 2 | Johnny Rez        | 25      | Miami, Flórida           | "Iris"                            | ✔                                   | —                                   | —                                   | ✔                                   |
| 3 | Maye Thomas       | 27      | Broken Arrow, Oklahoma   | "Roses"                           | ✔                                   | ✔                                   | —                                   | —                                   |
| 4 | Johnny Hayes      | 28      | Mobile, Alabama          | "Traveller"                       | —                                   | —                                   | —                                   | —                                   |
| 5 | Courtney Harrell  | 36      | Los Angeles, Califórnia  | "Let It Go"                       | —                                   | —                                   | ✔                                   | ✔                                   |
| 6 | Tarra Layne       | 30      | Pittsburgh, Pensilvânia  | "Black Velvet"                    | —                                   | —                                   | —                                   | ✔                                   |
| 7 | Charity Bowden    | 17      | Montgomery, Alabama      | "Girl Crush"                      | —                                   | ✔                                   | ✔                                   | —                                   |
| 8 | JSoul             | 26      | Virginia Beach, Virgínia | "Stay With Me"                    | ✔                                   | —                                   | —                                   | —                                   |
| 9 | Belle Jewel       | 18      | Brooklyn, Nova York      | "Don't You (Forget About Me)"     | —                                   | —                                   | ✔                                   | —                                   |
| 10 | Kylie Rothfield   | 23      | Danville, Califórnia     | "Wherever I Go"                   | —                                   | —                                   | ✔                                   | ✔                                   |
| 11 | Natasha Bure      | 17      | Los Angeles, Califórnia  | "Can't Help Falling in Love"      | ✔                                   | —                                   | N/A                                 | —                                   |
| 12 | Blaine Long       | 40      | Chandler, Arizona        | "Have a Little Faith in Me"       | ✔                                   | ✔                                   | N/A                                 | ✔                                   |
| 13 | Nicholas Ray      | 32      | Chicago, Illinois        | "I've Got the Music in Me"        | —                                   | —                                   | N/A                                 | N/A                                 |
| 14 | Ponciano Seoane   | 25      | San Antonio, Texas       | "Home"                            | ✔                                   | ✔                                   | N/A                                 | N/A                                 |
| 15 | STORi             | 28      | Newark, Nova Jérsei      | "Killing Me Softly With His Song" | N/A                                 | —                                   | N/A                                 | N/A                                 |
| 16 | James Paek        | 30      | Buena Park, Califórnia   | "If It Hadn't Been For Love"      | N/A                                 | —                                   | N/A                                 | N/A                                 |
| 17 | Sophia Joelle     | 16      | Zionsville, Indiana      | "Elastic Heart"                   | N/A                                 | —                                   | N/A                                 | N/A                                 |
| 18 | Josette Diaz      | 17      | Nova York, Nova York     | "Love Yourself"                   | N/A                                 | ✔                                   | N/A                                 | N/A                                 |
| Designação "N/A" em "Escolha dos técnicos e competidores" significa que o time do técnico já estava completo |                   |         |                          |                                   |                                     |                                     |                                     |                                     |

### Episódio 6: The Blind Auditions, melhores momentos
O sexto episódio da temporada recapitulou os melhores momentos dos quatro primeiros episódios das audições às cegas, exibindo a formação dos quatro times, os bastidores dos episódios anteriores e uma prévia da fase seguinte, as Battle Rounds.

### Episódios 7 a 10: The Battle Rounds
A fase de batalhas (em inglês, Battle Rounds) foi transmitida em quatro episódios. Nessa fase, os técnicos contaram com a ajuda de mentores para treinar seus times. Adam Levine convocou o cantor Sammy Hagar. Miley Cyrus convocou a cantora e lenda do rock, Joan Jett. Alicia Keys contou com a ajuda do cantor e compositor, Charlie Puth. Por fim, Blake Shelton foi auxiliado pela cantora e atriz, Bette Midler.
Graças ao steal, introduzido na terceira temporada, alguns competidores foram salvos por outros técnicos mesmo perdendo a sua batalha e, assim, seguiram na competição.
Legenda:
| Episódio | Técnico       | Ordem | Vencedor          | Canção                        | Perdedor          | Resultado do 'Steal' | Resultado do 'Steal' | Resultado do 'Steal' | Resultado do 'Steal' |
| Episódio | Técnico       | Ordem | Vencedor          | Canção                        | Perdedor          | Adam                 | Miley                | Alicia               | Blake                |
| -------- | ------------- | ----- | ----------------- | ----------------------------- | ----------------- | -------------------- | -------------------- | -------------------- | -------------------- |
| 7        | Alicia Keys   | 1     | Christian Cuevas  | "Hello"                       | Jason Warrior     | ✔                    | —                    | N/A                  | —                    |
| 7        | Adam Levine   | 2     | Riley Elmore      | "Cry Me a River"              | Natasha Bure      | N/A                  | —                    | —                    | —                    |
| 7        | Miley Cyrus   | 3     | Ali Cadwell       | "Hit or Miss"                 | Courtnie Ramirez  | —                    | N/A                  | ✔                    | ✔                    |
| 7        | Blake Shelton | 4     | Sundance Head     | "Feel Like Makin' Love"       | Dan Shafer        | —                    | —                    | —                    | N/A                  |
| 7        | Adam Levine   | 5     | Billy Gilman      | "Man in the Mirror"           | Andrew DeMuro     | N/A                  | —                    | —                    | —                    |
| 7        | Alicia Keys   | 6     | Wé McDonald       | "Maybe"                       | Lauren Diaz       | ✔                    | ✔                    | N/A                  | —                    |
|          |               |       |                   |                               |                   |                      |                      |                      |                      |
| 8        | Miley Cyrus   | 1     | Sophia Urista     | "Money"                       | Lane Mack         | —                    | N/A                  | —                    | —                    |
| 8        | Blake Shelton | 2     | Courtney Harrell  | "Gravity"                     | Ethan Tucker      | —                    | —                    | —                    | N/A                  |
| 8        | Adam Levine   | 3     | Ponciano Seoane   | "Tenerife Sea"                | Elia Esparza      | N/A                  | —                    | —                    | —                    |
| 8        | Miley Cyrus   | 4     | Josette Diaz      | "She's Got You"               | Charity Bowden    | —                    | N/A                  | —                    | —                    |
| 8        | Miley Cyrus   | 5     | Maye Thomas       | "For What It's Worth"         | Khaliya Kimberlie | —                    | N/A                  | —                    | —                    |
| 8        | Alicia Keys   | 6     | Michael Sanchez   | "Valerie"                     | Dave Moisan       | ✔                    | —                    | N/A                  | —                    |
|          |               |       |                   |                               |                   |                      |                      |                      |                      |
| 9        | Adam Levine   | 1     | Nolan Neal        | "Sledgehammer"                | Johnny Rez        | N/A                  | —                    | —                    | —                    |
| 9        | Miley Cyrus   | 2     | Darby Walker      | "Brand New Key"               | Karlee Metzger    | N/A                  | N/A                  | —                    | ✔                    |
| 9        | Blake Shelton | 3     | Josh Gallagher    | "Stranger in My House"        | Blaine Long       | N/A                  | —                    | —                    | N/A                  |
| 9        | Blake Shelton | 4     | Dana Harper       | "Alive"                       | Tarra Layne       | N/A                  | —                    | —                    | N/A                  |
| 9        | Alicia Keys   | 5     | Belle Jewel       | "Bennie and the Jets"         | Halle Tomlinson   | N/A                  | —                    | N/A                  | —                    |
| 9        | Adam Levine   | 6     | Simone Gundy      | "You're All I Need to Get By" | JSoul             | N/A                  | —                    | —                    | —                    |
| 9        | Alicia Keys   | 7     | Kylie Rothfield   | "The House of the Rising Sun" | Josh Halverson    | N/A                  | ✔                    | N/A                  | —                    |
| 9        | Blake Shelton | 8     | Gabe Broussard    | "The Reason"                  | Christian Fermin  | N/A                  | N/A                  | —                    | N/A                  |
| 9        | Miley Cyrus   | 9     | Aaron Gibson      | "I'll Take Care of You"       | Sa'Rayah          | N/A                  | N/A                  | ✔                    | ✔                    |
|          |               |       |                   |                               |                   |                      |                      |                      |                      |
| 10       | Blake Shelton | 1     | Austin Allsup     | "Bad Moon Rising"             | Preston James     | N/A                  | N/A                  | N/A                  | N/A                  |
| 10       | Alicia Keys   | 2     | Whitney & Shannon | "More Than Words"             | Gabriel Violett   | N/A                  | N/A                  | N/A                  | —                    |
| 10       | Adam Levine   | 3     | Brendan Fletcher  | "Home"                        | Bindi Liebowitz   | N/A                  | N/A                  | N/A                  | ✔                    |

### Episódios 11 a 13: The Knockouts
Na fase de nocautes (em inglês, Knockouts), cada técnico voltou a ter um 'steal', podendo roubar um participante de outro time para os playoffs ao vivo. Os cantores country Tim McGraw e Faith Hill participaram como mentores únicos para os quatro times.
Legenda:
| Episódio | Técnico       | Ordem | Canção                      | Vencedor         | Perdedor          | Canção                  | Resultado do 'Steal' | Resultado do 'Steal' | Resultado do 'Steal' | Resultado do 'Steal' |
| Episódio | Técnico       | Ordem | Canção                      | Vencedor         | Perdedor          | Canção                  | Adam                 | Miley                | Alicia               | Blake                |
| -------- | ------------- | ----- | --------------------------- | ---------------- | ----------------- | ----------------------- | -------------------- | -------------------- | -------------------- | -------------------- |
| 11       | Blake Shelton | 1     | "The Climb"                 | Sundance Head    | Josh Gallagher    | "My Maria"              | ✔                    | —                    | —                    | N/A                  |
| 11       | Alicia Keys   | 2     | "Hound Dog"                 | Kylie Rothfield  | Whitney & Shannon | "I Won't Give Up"       | N/A                  | —                    | N/A                  | —                    |
| 11       | Miley Cyrus   | 3     | "No Ordinary Love"          | Ali Caldwell     | Lauren Diaz       | "Rise Up"               | N/A                  | N/A                  | —                    | —                    |
| 11       | Adam Levine   | 4     | "Midnight Train to Georgia" | Simone Gundy     | Dave Moisan       | "Like I Can"            | N/A                  | —                    | —                    | —                    |
| 11       | Alicia Keys   | 5     | "No More Drama"             | Wé McDonald      | Courtnie Ramirez  | "If I Were a Boy"       | N/A                  | —                    | N/A                  | —                    |
| 11       | Adam Levine   | 6     | "Haven't Met You Yet"       | Riley Elmore     | Jason Warrior     | "I Want You"            | N/A                  | —                    | —                    | ✔                    |
|          |               |       |                             |                  |                   |                         |                      |                      |                      |                      |
| 12       | Blake Shelton | 1     | "River Deep Mountain High"  | Courtney Harrell | Bindi Liebowitz   | "Son of a Preacher Man" | N/A                  | —                    | —                    | N/A                  |
| 12       | Adam Levine   | 2     | "Fight Song"                | Billy Gilman     | Ponciano Seoane   | "I See Fire"            | N/A                  | —                    | —                    | N/A                  |
| 12       | Alicia Keys   | 3     | "Superstar"                 | Christian Cuevas | Belle Jewel       | "Don't Dream It's Over" | N/A                  | ✔                    | N/A                  | N/A                  |
|          |               |       |                             |                  |                   |                         |                      |                      |                      |                      |
| 13       | Blake Shelton | 1     | "Breakdown"                 | Austin Allsup    | Gabe Broussard    | "It Will Rain"          | N/A                  | N/A                  | —                    | N/A                  |
| 13       | Miley Cyrus   | 2     | "Shake It Out"              | Darby Walker     | Maye Thomas       | "Closer"                | N/A                  | N/A                  | —                    | N/A                  |
| 13       | Adam Levine   | 3     | "Soulshine"                 | Brendan Fletcher | Nolan Neal        | "Love Is Your Name"     | N/A                  | N/A                  | —                    | N/A                  |
| 13       | Alicia Keys   | 4     | "Ain't Nobody"              | Sa'Rayah         | Michael Sanchez   | "Just the Two of Us"    | N/A                  | N/A                  | N/A                  | N/A                  |
| 13       | Blake Shelton | 5     | "You Give Me Something"     | Dana Harper      | Karlee Metzger    | "Invincible"            | N/A                  | N/A                  | —                    | N/A                  |
| 13       | Miley Cyrus   | 6     | "I Can't Stand the Rain"    | Sophia Urista    | Josette Diaz      | "Eternal Flame"         | N/A                  | N/A                  | —                    | N/A                  |
| 13       | Miley Cyrus   | 7     | "Die a Happy Man"           | Aaron Gibson     | Josh Halverson    | "Whiskey and You"       | N/A                  | N/A                  | ✔                    | N/A                  |

### Episódio 14: The Road to the Live Shows
O décimo quarto episódio da temporada recapitulou a jornada dos 20 artistas que avançaram para os playoffs ao vivo, mostrando como eles chegaram à fase final da competição.

### Episódio 15: Playoffs ao vivo
Passada a fase dos Knockouts, o programa entra em sua fase ao vivo (para os Estados Unidos). Pela primeira vez, por conta das eleições presidenciais americanas, o Top 20 se apresentou em um único episódio, com as votações ocorrendo pelo Twitter e pelo aplicativo oficial do The Voice. O resultado, divulgado no mesmo programa, permitiu que os dois mais votados de cada time avançassem para o Top 12, enquanto o terceiro membro de cada time foi escolhido pelos técnicos.
Legenda:
| Ordem | Técnico       | Competidor       | Canção                          | Resultado         |
| ----- | ------------- | ---------------- | ------------------------------- | ----------------- |
| 1     | Alicia Keys   | Christian Cuevas | "Yesterday"                     | Voto do público   |
| 2     | Alicia Keys   | Kylie Rothfield  | "(I Can't Get No) Satisfaction" | Eliminada         |
| 3     | Alicia Keys   | Wé McDonald      | "Home"                          | Voto do público   |
| 4     | Alicia Keys   | Josh Halverson   | "Cupid"                         | Eliminado         |
| 5     | Alicia Keys   | Sa'Rayah         | "I'd Rather Go Blind"           | Escolha de Alicia |
| 6     | Blake Shelton | Dana Harper      | "Maneater"                      | Eliminada         |
| 7     | Blake Shelton | Austin Allsup    | "I Ain't Living Long Like This" | Voto do público   |
| 8     | Blake Shelton | Jason Warrior    | "One Dance"                     | Eliminado         |
| 9     | Blake Shelton | Sundance Head    | "Blue Ain't Your Color"         | Voto do público   |
| 10    | Blake Shelton | Courtney Harrell | "It Must Have Been Love"        | Escolha de Blake  |
| 11    | Miley Cyrus   | Sophia Urista    | "Da Ya Think I'm Sexy?"         | Eliminada         |
| 12    | Miley Cyrus   | Darby Walker     | "Those Were the Days"           | Escolha de Miley  |
| 13    | Miley Cyrus   | Aaron Gibson     | "Round Here"                    | Voto do público   |
| 14    | Miley Cyrus   | Belle Jewel      | "Runaway"                       | Eliminada         |
| 15    | Miley Cyrus   | Ali Caldwell     | "Times Have Changed"            | Voto do público   |
| 16    | Adam Levine   | Brendan Fletcher | "To Love Somebody"              | Escolha de Adam   |
| 17    | Adam Levine   | Simone Gundy     | "Diamonds"                      | Eliminada         |
| 18    | Adam Levine   | Josh Gallagher   | "Colder Weather"                | Voto do público   |
| 19    | Adam Levine   | Riley Elmore     | "Luck Be a Lady"                | Eliminado         |
| 20    | Adam Levine   | Billy Gilman     | "Crying"                        | Voto do público   |

### Episódios 16 e 17: Shows ao vivo - Top 12
Os 12 finalistas da décima primeira edição do The Voice entram nesta fase em um sistema de eliminação semanal, no qual os competidores cantam na segunda-feira e têm o resultado na terça-feira, de acordo com a transmissão norte-americana (no Brasil, os episódios inéditos são transmitidos na terça e na quarta-feira pelo canal Sony). O cantor country Garth Brooks atuou como mentor para todos os participantes.
Mais uma vez, houve a "salvação instantânea" (em inglês, Instant Save), na qual os usuários do Twitter salvam um dentre os dois participantes menos votados em um intervalo de cinco minutos.
| Ordem         | Técnico       | Competidor       | Canção                             | Resultado    |
| ------------- | ------------- | ---------------- | ---------------------------------- | ------------ |
| 1             | Blake Shelton | Sundance Head    | "My Church"                        | Salvo        |
| 2             | Miley Cyrus   | Darby Walker     | "Ruby Tuesday"                     | Salva        |
| 3             | Alicia Keys   | Christian Cuevas | "The Scientist"                    | Salvo        |
| 4             | Alicia Keys   | Sa'Rayah         | "Livin' on a Prayer"               | Bottom 2     |
| 5             | Adam Levine   | Billy Gilman     | "The Show Must Go On"              | Salvo        |
| 6             | Blake Shelton | Austin Allsup    | "Do Right Woman, Do Right Man"     | Salvo        |
| 7             | Alicia Keys   | Wé McDonald      | "Take Me To Church"                | Salva        |
| 8             | Miley Cyrus   | Aaron Gibson     | "Hollywood Forever Cemetery Sings" | Bottom 2     |
| 9             | Blake Shelton | Courtney Harrell | "I Don't Want to Miss a Thing"     | Salva        |
| 10            | Adam Levine   | Josh Gallagher   | "Why"                              | Salvo        |
| 11            | Miley Cyrus   | Ali Caldwell     | "Did I Ever Love You"              | Salva        |
| 12            | Adam Levine   | Brendan Fletcher | "Whipping Post"                    | Salvo        |
| Última chance |               |                  |                                    |              |
| 1             | Alicia Keys   | Sa'Rayah         | "Rock Steady"                      | Eliminada    |
| 2             | Miley Cyrus   | Aaron Gibson     | "Lego House"                       | Instant Save |

| Ordem | Artistas                                         | Canção                                             |
| ----- | ------------------------------------------------ | -------------------------------------------------- |
| 17.1  | Adam Levine e sua equipe (Billy, Brendan e Josh) | "For What It's Worth"                              |
| 17.2  | Alicia Keys                                      | "Blended Family (What You Do For Love)"/"Holy War" |
| 17.3  | Miley Cyrus e sua equipe (Aaron, Ali e Darby)    | "There'll Always Be Music"                         |

### Episódios 18 e 19: Shows ao vivo - Top 11
| Ordem         | Técnico       | Competidor       | Canção                | Resultado    |
| ------------- | ------------- | ---------------- | --------------------- | ------------ |
| 1             | Miley Cyrus   | Ali Caldwell     | "9 To 5"              | Salva        |
| 2             | Blake Shelton | Sundance Head    | "No One"              | Salvo        |
| 3             | Miley Cyrus   | Aaron Gibson     | "Hurt"                | Bottom 2     |
| 4             | Blake Shelton | Courtney Harrell | "What I Did For Love" | Salva        |
| 5             | Adam Levine   | Josh Gallagher   | "Drunk On Your Love"  | Salvo        |
| 6             | Adam Levine   | Billy Gilman     | "All I Ask"           | Salvo        |
| 7             | Alicia Keys   | Christian Cuevas | "Rosanna"             | Salvo        |
| 8             | Blake Shelton | Austin Allsup    | "Turn the Page"       | Salvo        |
| 9             | Miley Cyrus   | Darby Walker     | "You Don't Own Me"    | Bottom 2     |
| 10            | Adam Levine   | Brendan Fletcher | "The River"           | Salvo        |
| 11            | Alicia Keys   | Wé McDonald      | "Love on the Brain"   | Salva        |
| Última chance |               |                  |                       |              |
| 1             | Miley Cyrus   | Darby Walker     | "Your Song"           | Eliminada    |
| 2             | Miley Cyrus   | Aaron Gibson     | "Budapest"            | Instant Save |

| Ordem | Artistas                                                 | Canção                     |
| ----- | -------------------------------------------------------- | -------------------------- |
| 19.1  | Blake Shelton e sua equipe (Austin, Courtney e Sundance) | "The Heart of Rock & Roll" |
| 19.2  | Alicia Keys e sua equipe (Christian e Wé)                | "People Get Ready"         |
| 19.3  | Jordan Smith                                             | "O Holy Night"             |

### Episódios 20 e 21: Shows ao vivo - Top 10
| Ordem         | Técnico       | Competidor       | Canção                              | Resultado    |
| ------------- | ------------- | ---------------- | ----------------------------------- | ------------ |
| 1             | Adam Levine   | Billy Gilman     | "Anyway"                            | Salvo        |
| 2             | Blake Shelton | Courtney Harrell | "If I Could Turn Back Time"         | Bottom 3     |
| 3             | Adam Levine   | Josh Gallagher   | "Real Good Man"                     | Salvo        |
| 4             | Miley Cyrus   | Aaron Gibson     | "Rocket Man"                        | Bottom 3     |
| 5             | Alicia Keys   | Christian Cuevas | "Million Reasons"                   | Salvo        |
| 6             | Blake Shelton | Austin Allsup    | "Missing You"                       | Bottom 3     |
| 7             | Alicia Keys   | Wé McDonald      | "God Bless the Child"               | Salva        |
| 8             | Adam Levine   | Brendan Fletcher | "True Colors"                       | Salvo        |
| 9             | Blake Shelton | Sundance Head    | "Me and Jesus"                      | Salvo        |
| 10            | Miley Cyrus   | Ali Caldwell     | "Without You"                       | Salva        |
| Última chance |               |                  |                                     |              |
| 1             | Blake Shelton | Austin Allsup    | "Tennessee Whiskey"                 | Eliminado    |
| 2             | Blake Shelton | Courtney Harrell | "Bless the Broken Road"             | Eliminada    |
| 3             | Miley Cyrus   | Aaron Gibson     | "Don't Think Twice, It's All Right" | Instant Save |

| Ordem | Artistas                                  | Canção             |
| ----- | ----------------------------------------- | ------------------ |
| 20.1  | Maroon 5                                  | "Don't Wanna Know" |
| 21.1  | Dolly Parton, Jennifer Nettles e o Top 10 | "Circle of Love"   |
| 21.2  | Dolly Parton, Miley Cyrus & Pentatonix    | "Jolene"           |

### Episódios 22 e 23: Semifinal ao vivo - Top 8
Os 8 participantes restantes se apresentaram na segunda-feira e os resultados foram transmitidos na terça-feira. Os 2 participantes menos votados foram automaticamente eliminados e os 3 participantes mais votados avançaram diretamente para a final. Os 3 restantes competiram pelo Instant Save, no qual os usuários do Twitter puderam salvar apenas um em um intervalo de cinco minutos.
| Ordem         | Técnico       | Competidor       | Canção                              | Resultado    |
| ------------- | ------------- | ---------------- | ----------------------------------- | ------------ |
| 1             | Alicia Keys   | Christian Cuevas | "To Worship You I Live (Away)"      | Middle 3     |
| 2             | Miley Cyrus   | Ali Caldwell     | "I Will Always Love You"            | Middle 3     |
| 3             | Adam Levine   | Brendan Fletcher | "Angel"                             | Eliminado    |
| 4             | Alicia Keys   | Wé McDonald      | "Scars to Your Beautiful"           | Salva        |
| 5             | Miley Cyrus   | Aaron Gibson     | "(Everything I Do) I Do It for You" | Eliminado    |
| 6             | Adam Levine   | Josh Gallagher   | "Danny's Song"                      | Middle 3     |
| 7             | Blake Shelton | Sundance Head    | "Love Can Build a Bridge"           | Salvo        |
| 8             | Adam Levine   | Billy Gilman     | "I Surrender"                       | Salvo        |
| Última chance |               |                  |                                     |              |
| 1             | Alicia Keys   | Christian Cuevas | "I Can't Make You Love Me"          | Eliminado    |
| 2             | Miley Cyrus   | Ali Caldwell     | "Sledgehammer"                      | Eliminada    |
| 3             | Adam Levine   | Josh Gallagher   | "I Drive Your Truck"                | Instant Save |

| Ordem | Artistas                        | Canção                   |
| ----- | ------------------------------- | ------------------------ |
| 22.1  | Aaron Gibson & Wé McDonald      | "FourFiveSeconds"        |
| 22.2  | Josh Gallagher & Sundance Head  | "Feelin' Alright"        |
| 22.3  | Billy Gilman & Christian Cuevas | "Unsteady"               |
| 22.4  | Ali Caldwell & Brendan Fletcher | "It's Only Love"         |
| 23.1  | OneRepublic                     | "Let's Hurt Tonight"     |
| 23.2  | Hannah Huston                   | "I Alone Have Loved You" |
| 23.3  | Blake Shelton                   | "A Guy with a Girl"      |

### Episódios 24 e 25: Final ao vivo - Top 4
| Técnico       | Competidor     | Ordem | Canção Original       | Ordem | Canção do Dueto                       | Ordem | Canção Solo               | Resultado |
| ------------- | -------------- | ----- | --------------------- | ----- | ------------------------------------- | ----- | ------------------------- | --------- |
| Adam Levine   | Billy Gilman   | 11    | "Because of Me"       | 5     | "Bye Bye Love" (com Adam Levine)      | 1     | "My Way"                  | 2º lugar  |
| Adam Levine   | Josh Gallagher | 2     | "Pick Any Small Town" | 7     | "Smooth" (com Adam Levine)            | 9     | "Jack & Diane"            | 4º lugar  |
| Alicia Keys   | Wé McDonald    | 6     | "Wishes"              | 3     | "Ave Maria" (com Alicia Keys)         | 12    | "Don't Rain On My Parade" | 3º lugar  |
| Blake Shelton | Sundance Head  | 4     | "Darlin' Gon't Go"    | 8     | "Treat Her Right" (com Blake Shelton) | 10    | "At Last"                 | Vencedor  |

| Ordem | Artistas                                                                       | Canção                                         |
| ----- | ------------------------------------------------------------------------------ | ---------------------------------------------- |
| 25.1  | Stevie Wonder & Ariana Grande (com o Top 12)                                   | "Faith"                                        |
| 25.2  | Josh Gallagher (com Austin Allsup e Brendan Fletcher)                          | "My Kinda Party"                               |
| 25.3  | John Legend & Wé McDonald                                                      | "Love Me Now"                                  |
| 25.4  | Sting                                                                          | "I Can't Stop Thinking About You"              |
| 25.5  | Billy Gilman (com Ali Caldwell, Christian Cuevas, Courtney Harrell e Sa'Rayah) | "Proud Mary"                                   |
| 25.6  | Cam & Josh Gallagher                                                           | "Burning House'"                               |
| 25.7  | The Weeknd                                                                     | "Starboy"                                      |
| 25.8  | Kiss & Sundance Head                                                           | "Detroit Rock City" / "Rock and Roll All Nite" |
| 25.9  | Wé McDonald (com Aaron Gibson, Brendan Fletcher e Darby Walker)                | "Love Lockdown"                                |
| 25.10 | Kelly Clarkson & Billy Gilman                                                  | "It's Quiet Uptown"                            |
| 25.11 | Sundance Head (com Austin Allsup e Courtney Harrell)                           | "Ain't Worth the Whiskey"                      |
| 25.12 | Bruno Mars                                                                     | "24K Magic"                                    |

## Times
Legenda
     Vencedor(a)
     Vice
     Terceiro colocado
     Quarto colocado
     Eliminado(a) nas apresentações ao vivo
     Eliminado(a) nos playoffs ao vivo
     Artista pego por outro técnico nos Knockouts (nome riscado)
     Eliminado(a) nos Knockouts
     Artista pego por outro técnico na Battle Rounds (nome riscado)
     Eliminado(a) na Battle Rounds
| Técnicos | Artistas         | Artistas         | Artistas          | Artistas         | Artistas |
| --- | ---------------- | ---------------- | ----------------- | ---------------- | -------- |
| Adam Levine |                  |                  |                   |                  |          |
| Billy Gilman | Josh Gallagher   | Brendan Fletcher | Riley Elmore      | Simone Gundy     |          |
| Jason Warrior | Dave Moisan      | Nolan Neal       | Ponciano Seoane   | Bindi Liebowitz  |          |
| Andrew DeMuro | Elia Esparza     | Johnny Rez       | JSoul             | Natasha Bure     |          |
| Miley Cyrus |                  |                  |                   |                  |          |
| Ali Caldwell | Aaron Gibson     | Darby Walker     | Belle Jewel       | Sophia Urista    |          |
| Josh Halverson | Josette Diaz     | Lauren Diaz      | Maye Thomas       | Courtnie Ramirez |          |
| Karlee Metzger | Sa'Rayah         | Charity Bowden   | Khaliya Kimberlie | Lane Mack        |          |
| Alicia Keys |                  |                  |                   |                  |          |
| Wé McDonald | Christian Cuevas | Sa'Rayah         | Josh Halverson    | Kylie Rothfield  |          |
| Belle Jewel | Courtnie Ramirez | Michael Sanchez  | Whitney & Shannon | Dave Moisan      |          |
| Jason Warrior | Josh Halverson   | Lauren Diaz      | Gabriel Violett   | Halle Tomlinson  |          |
| Blake Shelton |                  |                  |                   |                  |          |
| Sundance Head | Austin Allsup    | Courtney Harrell | Dana Harper       | Jason Warrior    |          |
| Josh Gallagher | Gabe Broussard   | Bindi Liebowitz  | Karlee Metzger    | Blaine Long      |          |
| Christian Fermin | Dan Shafer       | Ethan Tucker     | Preston James     | Tarra Layne      |          |
| Participantes em itálico iniciaram a disputa em um time, mas foram pegos por outro técnico na fase das batalhas ou na fase dos knockouts. |                  |                  |                   |                  |          |